# Kempinski Residences
Les Kempinski Residences sont un gratte-ciel résidentiel de 215 mètres construit en 2008 à Jakarta en Indonésie